# Ulrich Poltera
Ulrich Poltera, švicarski hokejist, * 17. julij 1922, Švica, † marec 1994, Švica. 
Poltera je bil hokejist kluba EHC Arosa v švicarski ligi in švicarske reprezentance, s katero je nastopil na dveh olimpijskih igrah, kjer je osvojil eno bronasto medaljo, in več Svetovnih prvenstvih, na katerih je osvojil dve bronasti medalji.
Tudi njegov brat Gebhard je bil hokejist.